# Beatrice av Montfort-l'Amaury
Beatrice av Montfort-l'Amaury, född 1249, död 1311, var en fransk vasall. Hon var regerande grevinna av Montfort-l'Amaury mellan 1249 och 1311.
Hennes far avled under korståget 1249. Hon efterträdde sin far som greve av Montfort vid ett års ålder. Hon stod under de första åren under en förmyndarregering ledd av hennes mor. När hennes mor gifte om sig och därmed blev omyndig 1252, ställdes Beatrice under sin styvfar Johan II av Brienne, som blev regent i Montfort. Beatrice gifte sig vid elva års ålder 1260 med greve Robert IV av Dreux. Hennes make blev då hennes medregent jure uxoris. Hennes son avled 1309, och hon efterträddes därför av sin dotter Yolande. 